# Marrakech-Médina
Marrakech-Médina (arabiska: مراكش املدينة) är ett arrondissement i staden Marrakech i Marocko. Antalet invånare var 120 643 vid folkräkningen 2014.